# Turcs a Espanya
Els turcs a Espanya (en turc, İspanya'daki Türkler) es refereix als turcs ètnics que han emigrat a Espanya, així com a la creixent comunitat espanyola amb orígens turcs totals o parcials. La comunitat turca espanyola inclou descendents originaris de la República de Turquia així com d'altres estats nació moderns post-otomans, especialment turcs ètnics dels Balcans (per exemple, Bulgària i Romania), i en menor mesura de l'illa de Xipre, i altres parts del Llevant.

## Història

### Migració turca dels Balcans

#### Bulgària
Les onades migratòries de búlgars turcs cap a Espanya van començar a finals dels anys vuitanta. Va ser una conseqüència del "Procés de renaixement" en curs sota el domini comunista (1984-1989). Les polítiques agressives de bulgarització perseguides pel domini comunista es van trobar amb la resistència de la població turca amb molts enviats a la presó o al camp de treball de Belene i després extradits de Bulgària; en conseqüència, molts turcs búlgars van fugir a Turquia i a Europa occidental, inclosa Espanya Des de principis dels anys 2000, hi ha hagut un augment significatiu del nombre de ciutadans de Bulgària que han emigrat a Espanya. Entre aquests immigrants hi ha turcs que, juntament amb els búlgars ètnics (així com pomaks, armenis i altres grups minoritaris), s'han establert a Catalunya, Madrid, Alacant i València.

#### Romania
Entre 2002 i 2011 es va produir una disminució significativa de la població del grup minoritari turc romanès a causa de l'admissió de Romania a la Unió Europea i la posterior relaxació de la regulacions de viatges i migracions. Per tant, els romanesos turcs, especialment de la regió de Dobruja, s'han unit a altres ciutadans romanesos (per exemple, romanesos ètnics, tàtars, etc.) per emigrar principalment a Espanya, Alemanya, Àustria, Itàlia i el Regne Unit.

### Migració turca de la diàspora
També hi ha hagut una migració ètnica turca a Espanya des de la diàspora turca moderna, sobretot els turcs britànics i els turcs alemanys que han arribat a Espanya com a ciutadans britànics i alemanys.

## Dades demogràfiques
La majoria de turcs a Espanya són immigrants recents i viuen principalment a Catalunya (sobretot a Barcelona) seguit de la Comunitat de Madrid i la Comunitat Valenciana (sobretot a Alacant). També s'han format comunitats més petites a Andalusia i les Illes Balears.

## Organitzacions i associacions
- Aliança de Civilitzacions, un fòrum patrocinat per Turquia i Espanya
- Casa Turca[7]

## Notables turcs a Espanya
- Ümit Hussein, traductor i intèrpret literari (nascut al Regne Unit; pares turcoxipriotes)[8]
- Hussein Salem, empresari (nascut a Egipte; mare turca i pare àrab)[9]
- Sercan Sararer, jugador de futbol (nascut a Alemanya; pare turc i mare catalana)